# Cyryl II (metropolita kijowski)
Cyryl (zm. 27 listopada 1281 w Perejasławiu Zaleskim) – metropolita kijowski urzędujący od lat 40. XIII w. do swojej śmierci w 1281.

## Życiorys
Zdaniem Antoniego Mironowicza Cyryl II objął urząd metropolity jako następca Piotra I, w 1247.
Zdaniem A. Poppego Cyryl został wyznaczony na metropolitę kijowskiego przez sobór duchowieństwa ruskiego zorganizowany przez księcia Daniela Halickiego, nie został jednak oficjalnie intronizowany. Autor ten uważa, że Cyryl mógł być Rusinem z pochodzenia. W 1246, po powrocie Daniela Halickiego ze Złotej Ordy, hierarcha udał się do patriarchy Konstantynopola z prośbą o potwierdzenie jego wyboru, które uzyskał. Następnie metropolita pośredniczył w rozmowach między Danielem Halickim a królem węgierskim Belą IV, które zakończyły się udzieleniem przez księcia wołyńsko-halickiego poparcia Beli IV w wojnie o sukcesję austriacką.
W 1250 Cyryl udał się na ziemię suzdalską. Blisko współpracował z wielkim księciem włodzimierskim Aleksandrem Newskim, popierał jego politykę wobec Mongołów i sceptyczne stanowisko wobec Kościoła katolickiego i ewentualnej unii kościelnej. W 1252 przewodniczył uroczystej intronizacji Aleksandra Newskiego na tronie książąt włodzimierskich. Następnie między rokiem 1255 a 1258 przyczynił się do powołania w ramach metropolii kijowskiej eparchii twerskiej. W latach 1261–1263 (do śmierci Aleksandra Newskiego) rezydował we Włodzimierzu nad Klaźmą.
Hierarcha wielokrotnie bronił interesów Kościoła prawosławnego na Rusi przed władcami mongolskimi, uzyskując w 1267 potwierdzenie zwolnienia duchowieństwa od części podatków oraz gwarancje utrzymania cerkiewnego stanu posiadania. Posługiwał się tytułem arcybiskupa całej Rusi i w odróżnieniu od swoich poprzedników regularnie udawał się z wizytami do podległych metropolii kijowskiej eparchii.
W 1273 Cyryl zorganizował w Kijowie Sobór Lokalny, który przyjął jako podstawowy dokument regulujący zarządzanie Cerkwią prawosławną na Rusi nomokanon serbski z 1225, przełożony na język cerkiewnosłowiański i poddany redakcji.
Zmarł w Perejasławiu Zaleskim, wracając do Kijowa z wizyty na ziemi suzdalskiej. Został pochowany w soborze Mądrości Bożej w Kijowie jako ostatni z metropolitów kijowskich. Jego następca Maksym na stałe przeniósł siedzibę hierarchów do Włodzimierza.